# Evermannichthys bicolor
Evermannichthys bicolor är en fiskart som beskrevs av Thacker 2001. Evermannichthys bicolor ingår i släktet Evermannichthys och familjen smörbultsfiskar. Inga underarter finns listade i Catalogue of Life.